# Karl Ryssel

Karl Ryssel

Karl Ryssel (* 17. Februar 1869 in Borna; † 18. Mai 1939 in Leipzig) war ein deutscher Politiker (SPD; USPD).

## Leben und Wirken
Ryssel besuchte in den Jahren 1875 bis 1883 die Volksschule in Borna. Anschließend absolvierte er bis 1886 eine Tischlerlehre und ging fünf Jahre lang, von 1886 bis 1891, auf Wanderschaft. In den 1890er Jahren trat Ryssel in die Sozialdemokratische Partei Deutschlands (SPD) ein. Von 1904 bis 1907 war er Beamter bei der Ortskrankenkasse. Danach wurde er Parteisekretär der SPD in Leipzig.
Im März 1914 wurde Ryssel im Nachrückverfahren Mitglied des 1912 gewählten, letzten Reichstags des Deutschen Kaiserreiches, dem er knapp viereinhalb Jahre lang bis zum Zusammenbruch der Monarchie während der Novemberrevolution von 1918 angehörte. Im Jahr 1917 verließ Ryssel die SPD und wechselte zur Unabhängigen Sozialdemokratischen Partei Deutschlands (USPD), einer während des Ersten Weltkrieges neugegründeten Partei, die sich vor allem aus Vertretern des linken Flügels der SPD rekrutierte, die mit der Kriegspolitik der SPD-Führung unzufrieden waren.
Nach dem Krieg gehörte Ryssel zunächst dem Exekutivausschuss des Großen Rates der Arbeiter- und Soldatenräte an. Danach war er knapp ein Jahr lang, von 1919 bis 1920, Mitglied der Sächsischen Volkskammer. Anschließend wurde Ryssel bei der Reichstagswahl vom Juni 1920 als Kandidat der USPD für den Wahlkreis 32 (Leipzig) in den ersten Reichstag der Weimarer Republik gewählt, dem er bis zum Mai 1924 angehörte. Vom 12. bis zum 17. Oktober 1920 nahm Ryssel am außerordentlichen Parteitag der USPD teil. Um das Jahr 1922 verließ er die USPD und kehrte zur SPD zurück, deren Reichstagsfraktion er sich auch anschloss.
Ferner amtierte Ryssel ab August 1921 bis zum Jahr 1926 als Amtshauptmann in Leipzig, ein Amt, in dem er aufgrund seiner Herkunft und Parteizugehörigkeit zahlreichen Anfeindungen ausgesetzt war. Danach ging er wegen einer schweren Erkrankung in den Ruhestand. Im Mai 1939 verstarb er in Leipzig.